# Прядь о Стюрбьёрне — шведском претенденте
Прядь о Стюрбьёрне — шведском претенденте (др.-сканд. Styrbjarnar þáttr Svíakappa) — прядь о претенденте на шведский престол и йомсвикинге Стюрбьёрне, сохранившаяся в «Книге с Плоского острова» (манускрипт GKS 1005 fol 342—344).
Вместе с «Прядью о Рое дураке» «Прядь о Стюрбьёрне Чемпионе» включена в рассказ об ухаживании Олафа святого за шведской принцессой Ингегердой.

## Содержание
В пряди Стюрбьёрн становится лидером йомсвикингов и идет войной на данов. Заключив мир с датским королём Харальдом Гормссоном, он получил от него 100 кораблей и дочь Харальда. Но, не удовольствовавшись этим, Стюрбьёрн вновь нападает на Данию и принуждает короля Харальда дать ему уже 200 кораблей, а себя в заложники. После чего Стюрбьёрн идет на Швецию, чтобы стать там королём.
Стюрбьёрн поклонялся Тору, а Эрик Победоносный — Одину. Перед битвой Эрик поклялся принадлежать Одину десять лет, если тот дарует ему победу.
Для битвы Торгни Законник приготовил хитроумную машину, связав вместе лошадей и коров с пиками и копьями. Машина посеяла хаос и опустошение в рядах йомсвикингов.
После трех дней боев Эрик бросил своё копьё через ряды датчан и закричал: «Отдаю вас всех Одину», — и тогда оползень и дождь из стрел Одина убили Стюрбьёрна и его людей.